# خوستو غاليغو مارتينيز
خوستو غاليغو مارتينيز (بالإسبانية: Justo Gallego Martínez)‏ هو مهندس معماري إسباني، ولد في 20 سبتمبر 1925 في سريا في إسبانيا. وهو راهب سابق قام ببناء مبنى كاتدرائية بمفرده في عام 1961 في منطقة مدريد .  أطلق خوستو اسم «سيدة بيلار» على هذه الكاتدرائية. 